# Srđan Antonijević
Srđan Antonijević, född 3 februari 1985 i Split, är en kroatisk vattenpolospelare. Han spelar för VK Mornar.
Antonijević ingick i Kroatiens herrlandslag i vattenpolo vid världsmästerskapen i simsport 2009.